# Kanton Thenon
Kanton Thenon (francouzsky Canton de Thenon) je francouzský kanton v departementu Dordogne v regionu Akvitánie. Tvoří ho 11 obcí.

## Obce kantonu
- Ajat
- Azerat
- Bars
- La Boissière-d'Ans
- Brouchaud
- Fossemagne
- Gabillou
- Limeyrat
- Montagnac-d'Auberoche
- Sainte-Orse
- Thenon